# Liste der Naturschutzgebiete im Landkreis Freudenstadt
Im Landkreis Freudenstadt gibt es 18 Naturschutzgebiete. Für die Ausweisung von Naturschutzgebieten ist das Regierungspräsidium Karlsruhe zuständig.  Nach der Schutzgebietsstatistik der Landesanstalt für Umwelt, Messungen und Naturschutz Baden-Württemberg (LUBW) stehen 1.204,64 Hektar der Kreisfläche unter Naturschutz, das sind 1,38 Prozent.
| Name                          | Bild             | Kennung               | Einzelheiten | Position | Fläche Hektar | Datum         |
| ----------------------------- | ---------------- | --------------------- | --- | -------- | ------------- | ------------- |
| Glaswaldsee                   |                  | 2.023 WDPA: 555552350 | Bad Rippoldsau-Schapbach Nicht verlandeter Karsee im westlichen Schwarzwald im Bereich des Mittleren Buntsandsteins. An den über 100 m hohen und steilen, teilweise felsigen Hängen Fichtenwald mit z. T. urwaldartigem Charakter; an weniger steilen Hängen Tannenmischwald. Reiche Moos- und Flechtengesellschaften auf den teilweise überrieselten Felsen sowie auf den Steinblöcken der Hänge.                                                                           | ⊙        | 101,3         | 2. März 1960  |
| Schliffkopf                   |                  | 2.025 WDPA: 4408      | Baiersbronn Typische Landschaft des Grindenschwarzwaldes, ausgedehnte Wälder, Legforchenbestände, Buhlbachsee (Karsee); z. T. Schonwald (LWaldG § 32). Der Geltungsbereich wurde durch § 19 Nationalparkgesetz auf die Flächen außerhalb des Nationalparks reduziert. | ⊙        | 21,7          | 7. Okt. 1986  |
| Große Tannen                  |                  | 2.026 WDPA: 81762     | Pfalzgrafenweiler, Seewald Urwüchsiger Tannen-Buchen-Wald im Nordschwarzwald auf Oberem Buntsandstein. Natürliche Verjüngung von allen Baumarten; Bannwald (LWaldG § 32). | ⊙        | 14,0          | 23. März 1939 |
| Wilder See-Hornisgrinde       |                  | 2.027 WDPA: 4407      | Baiersbronn Waldgebiet im Nordschwarzwald, umfasst den in einem Kar gelegenen Wilden See sowie die Waldbestände oberhalb der 900-m-Linie und die weiten, fast baumfreien alten Weideflächen des Seekopfes, des Altsteigerkopfes und der Hornisgrinde. Ein Teil seit 1911 forstliches Banngebiet („Ruhestein“ 75 ha); z. T. Bann- und Schonwald (LWaldG § 32). Der Geltungsbereich wurde durch § 19 Nationalparkgesetz auf die Flächen außerhalb des Nationalparks reduziert. | ⊙        | 15,2          | 31. März 1939 |
| Kugler Hang                   |                  | 2.060 WDPA: 164277    | Horb am Neckar Früher als extensive Schafweide genutzte Wacholderheide mit charakteristischen Pflanzen- und Tiergemeinschaften. | ⊙        | 4,3           | 12. Nov. 1982 |
| Wertwiesen                    |                  | 2.062 WDPA: 82898     | Eutingen im Gäu, Horb am Neckar Verlandete Neckarschlinge als geomorphologisches Zeugnis; Feuchtgebiete, Rastplatz für Zugvögel. | ⊙        | 11,0          | 28. Jan. 1983 |
| Stockerbachtal                |                  | 2.069 WDPA: 82649     | Freudenstadt Naturhafter Ausschnitt der Talaue des Stockerbaches, mit naturnaher Ufervegetation, Feuchtgebiet auf dem Talboden; Lebensraum vielfältiger Pflanzen- und Tiergemeinschaften. | ⊙        | 4,8           | 23. Dez. 1983 |
| Heimbachaue                   |                  | 2.080 WDPA: 163604    | Loßburg Naturnaher, landschaftlich harmonischer Talabschnitt des Heimbaches, vielfältig gegliedertes Feuchtgebiet, z. T. neugestaltet und renaturalisiert, Uferbereiche mit Erlen-Eschen-Auwald, Feuchtwiesen, Teiche und Trockenhänge des Muschelkalkes. | ⊙        | 10,0          | 22. Juni 1985 |
| Glaswiesen und Glaswald       |                  | 2.118 WDPA: 163261    | Alpirsbach Vielfältig strukturiertes Feuchtgebiet mit offenen, unterschiedlich feuchten Wiesen und Hochstaudenfluren, Waldsaumgesellschaften und Wald. | ⊙        | 54,0          | 24. Mai 1989  |
| Doxbrunnen-Steinachtal        |                  | 2.133 WDPA: 162791    | Horb am Neckar Gebiet mit unterschiedlichsten Standorten: Feuchtgebiete mit Ried- und offenen Wasserflächen; sehr artenreiche Halbtrockenrasen mit randlichen Hecken- und Feldgehölzbeständen und Staudensäumen. | ⊙        | 46,6          | 19. Dez. 1990 |
| Benzinger Berg                |                  | 2.153 WDPA: 162374    | Dornstetten, Freudenstadt Feuchtgebiet in ehemaliger Abbaustätte, steile Grubenwände als „geologische Fenster“ im Untersten Muschelkalk, anschließende Wiesen- und Weideflächen als Übergang zum Wald. | ⊙        | 6,0           | 14. Okt. 1992 |
| Forchenkopf                   |                  | 2.164 WDPA: 163126    | Freudenstadt Markante Kuppe aus Unterem Muschelkalk mit kleinem Wäldchen, kleinflächigem Halbtrockenrasen, Staudensäumen, Heckenrandstreifen und als Besonderheit für dieses Gebiet wechselfeuchte Standorte. | ⊙        | 5,9           | 18. Dez. 1992 |
| Waldbrunnen                   |                  | 2.184 WDPA: 166142    | Horb am Neckar Talaue mit ausgedehnten Seggen-, Röhricht- und Hochstaudenbeständen, ökologisch wertvolle Streuobstbestände, kleinflächig-artenreiche Halbtrockenrasen, Hecken, Feldgehölze und Lesesteinriegel als prägende Elemente einer historischen Kulturlandschaft; besonders vielfältige Staudensaumflora als ökologisch wichtiges Bindeglied zwischen intensiv und extensiv genutzten Bereichen.                                                                     | ⊙        | 33,3          | 16. Dez. 1994 |
| Osterhalde                    |                  | 2.186 WDPA: 164957    | Horb am Neckar Teilweise extensiv genutzte Wiesen, Streuobstbestände, wärmeliebende Saumgesellschaften entlang der Waldränder, Hecken und Feldgehölze; durch frühere Wirtschaftsformen entstandene Steinriegel und Geröllhalden; Trockenrasenbestände. | ⊙        | 88,4          | 16. Dez. 1994 |
| Alte Egart                    |                  | 2.187 WDPA: 162082    | Glatten Durch die geologische Formation bedingte Vegetationstypen auf wechselfeuchten bis staunassen Standorten, Halbtrockenrasenbereiche, überwiegend extensiv genutzte Wiesen- und Streuobstbestände, Hecken und Feldgehölze mit Staudensäumen. | ⊙        | 19,0          | 16. Dez. 1994 |
| Kniebis-Alexanderschanze      |                  | 2.207 WDPA: 164164    | Baiersbronn, Freudenstadt Extensiv genutzte historische Kulturlandschaft mit einer Vielfalt an Biotopen wie Rasenbinsen-Heiden mit Vermoorungen, Bärwurz-Rotschwingel-Wiesen, Naßbrachen sowie Gehölze und Waldränder; Landschafts- und Naturraum von besonderer Eigenart und Schönheit; Erholungsraum für die Allgemeinheit; Bodendenkmal Alexanderschanze. Der Geltungsbereich wurde durch § 19 Nationalparkgesetz auf die Flächen außerhalb des Nationalparks reduziert.  | ⊙        | 134,6         | 18. Dez. 1996 |
| Salzstetter Horn              |                  | 2.209 WDPA: 165294    | Horb am Neckar, Waldachtal Naturnahe und artenreiche Halbtrockenrasen sowie kleinflächige Wacholderheiden mit spezieller Flora und Fauna; Landschaftsausschnitt des Hecken- und Schlehengäus mit unterschiedlichsten Biotopstrukturen auf engstem Raum. | ⊙        | 152,3         | 31. Juli 1997 |
| Dießener Tal und Seitentäler  | Karstwasserrinne | 2.218 WDPA: 318293    | Horb am Neckar, Schopfloch (Schwarzwald) Verschiedene Wiesen- und Weidegesellschaften, die von naturnahen artenreichen Halbtrockenrasen bis zu Kohldistel-Glatthafer-Wiesen und bachbegleitenden Hochstaudenfluren reichen und Nahrungs-, Lebens- und Rückzugsräume einer außergewöhnlich reichhaltigen Insekten-, Klein-säuger- und Avifauna sind. | ⊙        | 483,2         | 21. Dez. 1998 |
| Legende für Naturschutzgebiet |                  |                       | |          |               |               |